# 아르차나
아르차나(Arzana, it; 사르데냐어: Àrtzana 또는 Àrthana)는 이탈리아 사르데냐 주 누오로도에 있는 코무네로, 칼리아리에서 북동쪽으로 약 90 킬로미터 (56 mi) 떨어져 있고, 토르톨리에서 서쪽으로 약 10 킬로미터 (6 mi) 떨어져 있다.
아르차나는 다음 코무네들과 경계를 이룬다: 아리초, 데술로, 엘리니, 가이로, 일보노, 예르추, 라누세이, 세우이, 세울로, 토르톨리, 빌라그란데스트리사일리, 빌라푸추.
아르차나는 해발 약 670 미터 (2,200 ft)에 위치한다. 아르차나 마을에는 푼타 라 마르모라가 있는데, 이곳은 사르데냐에서 가장 높은 봉우리이다.

## 사람
- 스타니스 데시, 예술가
- 안셀모 콘투, 정치인
- 아틸리오 쿠베두, 아노니마 사르다의 전 멤버
- 사무엘레 스토키노 산적